# Marjory Wardrop
Marjory (Scott) Wardrop (Londen, 26 november 1869 – Boekarest, 7 december 1909) was een Britse kartvelologe en vertaalster van Georgische literatuur. Marjory Wardrop kende een zestal buitenlandse talen, maar werd bekend om haar kennis van het Georgisch en haar pionierswerk in het vertalen van Georgisch naar het Engels.
Haar bekendste werk is de eerste Engelstalige vertaling van het Georgische nationale epos De ridder in het pantervel van de middeleeuwse dichter Sjota Roestaveli, dat als standaard geldt.

## Biografie
Marjory Wardrop werd in het Londense district Poplar geboren als enige dochter en jongste van drie kinderen van Schotse ouders. Haar vader Thomas Caldwell Wardrop (1836–1903) was meubelmaker en partner van een bouwbedrijf. Het gezin verhuisde later naar Chislehurst, een dorp ten zuidoosten van Londen, waar Marjory Wardrop naar een privéschool ging. Ze zat ook op een privéschool in Eastbourne, waar ze Frans, Duits en Latijn leerde. Daar kwamen later Russisch en Roemeens bij, talen die ze vloeiend zou leren spreken.
Wardrop's interesse in de Kaukasus werd gewekt nadat haar broer Oliver in 1888 het boek The Kingdom of Georgia: Notes of Travel in a Land of Women, Wine and Song had gepubliceerd, na een reis naar Georgië, dat toen onderdeel was van het Russisch Rijk. Marjory Wardrop voelde zich in het conservatieve Engeland van de 19e eeuw beknot in haar aspiraties, maar ging desalniettemin haar eigen gang en weigerde het verwachte rolpatroon te volgen. Op twintigjarige leeftijd begon Marjory Wardrop thuis aan een studie Georgisch, in weerwil van haar ouders.

Als ik een man was geweest, was ik allang weggelopen om de wereld te zien. Je kunt je niet voorstellen hoe opstandig ik me vaak voel... Niemand lijkt te begrijpen dat de ziel streeft en verlangt naar iets anders dan een goed gebouwd huis en lekkere dingen om te eten.

### Vertalingen

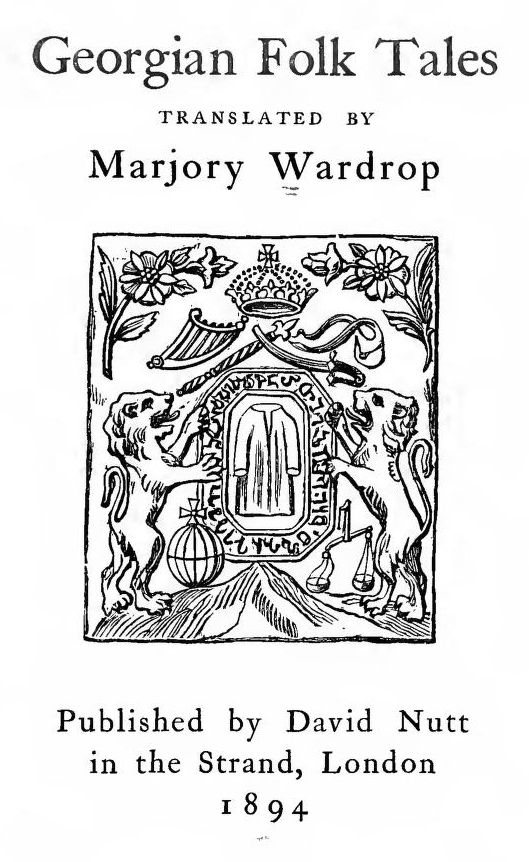
Georgian Folk Tales was in 1894 de eerste vertaling die Marjory Wardrop publiceerde.

Aan de hand van boeken die haar broer had toegestuurd, begon Marjory Wardrop in 1891 aan de moeilijke vertaling van het lange twaalfde-eeuwse gedicht De ridder in het pantervel van Sjota Roestaveli. Het epos is het belangrijkste werk uit de klassieke periode van de Georgische literatuur. In een brief van 29 december 1891 schreef ze aan haar broer Oliver: "Moeder is naar het platteland gereisd om haar familieleden te bezoeken en daarom ben ik helemaal alleen en kan niemand mij van mijn werk afleiden. Terwijl moeder afwezig is, probeer ik de 'De ridder in het pantervel' in het Engels te vertalen". Ze zou haar hele leven aan de vertaling werken. Op 1 november 1898 was de concept-versie af, waarna ze verbeteringen bleef aanbrengen omdat ze het niet perfect genoeg vond voor publicatie. Kort voor haar plotselinge dood in 1909 zei ze nog tien jaar nodig te hebben. Drie jaar na haar dood publiceerde haar broer Oliver in 1912 het werk.
In november 1891 begon Wardrop ook aan een Engels-Georgisch woordenboek. Een jaar later voegde Wardrop het duizendste woord toe aan dit woordenboek, waarna ze stopte met het werk eraan. Een Georgisch-Engels woordenboek begon ze in 1895, een project dat ze ook niet afmaakte. In 1894 kwam haar eerste vertaalde werk uit. Georgian Folk Tales was een verzameling van tientallen Georgische volksverhalen met ook specifieke aandacht voor Mingreelse en Goeriaanse verhalen. Haar vertaaldebuut werd positief ontvangen.
Wardrop onderhield contacten met de Georgische culturele elite en vroeg Ilia Tsjavtsjavadze zijn gedicht Gandegili (განდეგილი) uit 1883 te mogen vertalen. Hij was zo onder de indruk van het Georgisch van Wardrop dat hij haar brief op 8 september 1894 (O.S.) op de voorpagina van zijn krant Iveria publiceerde, als toonbeeld van Georgisch proza. Deze publicatie bracht een briefdiscussie in Iveria teweeg over de taalvaardigheid van Georgische vrouwen en hun plaats in de patriarchaal ingestelde Georgische samenleving. De vertaling van Gandegili kwam in 1895 uit als The Hermit: A legend by Prince Ilia Chavchavadze, en werd door de Britse historicus David M Lang beschreven als haar beste vertaling. Naast literatuur vertaalde ze ook artikelen van het Georgisch naar Engels voor tijdschriften en publiceerde ze ook zelf, waarbij ze niet bang was de Russische autoriteiten te bekritiseren voor de onderdrukking van Georgiërs.

### Naar Georgië

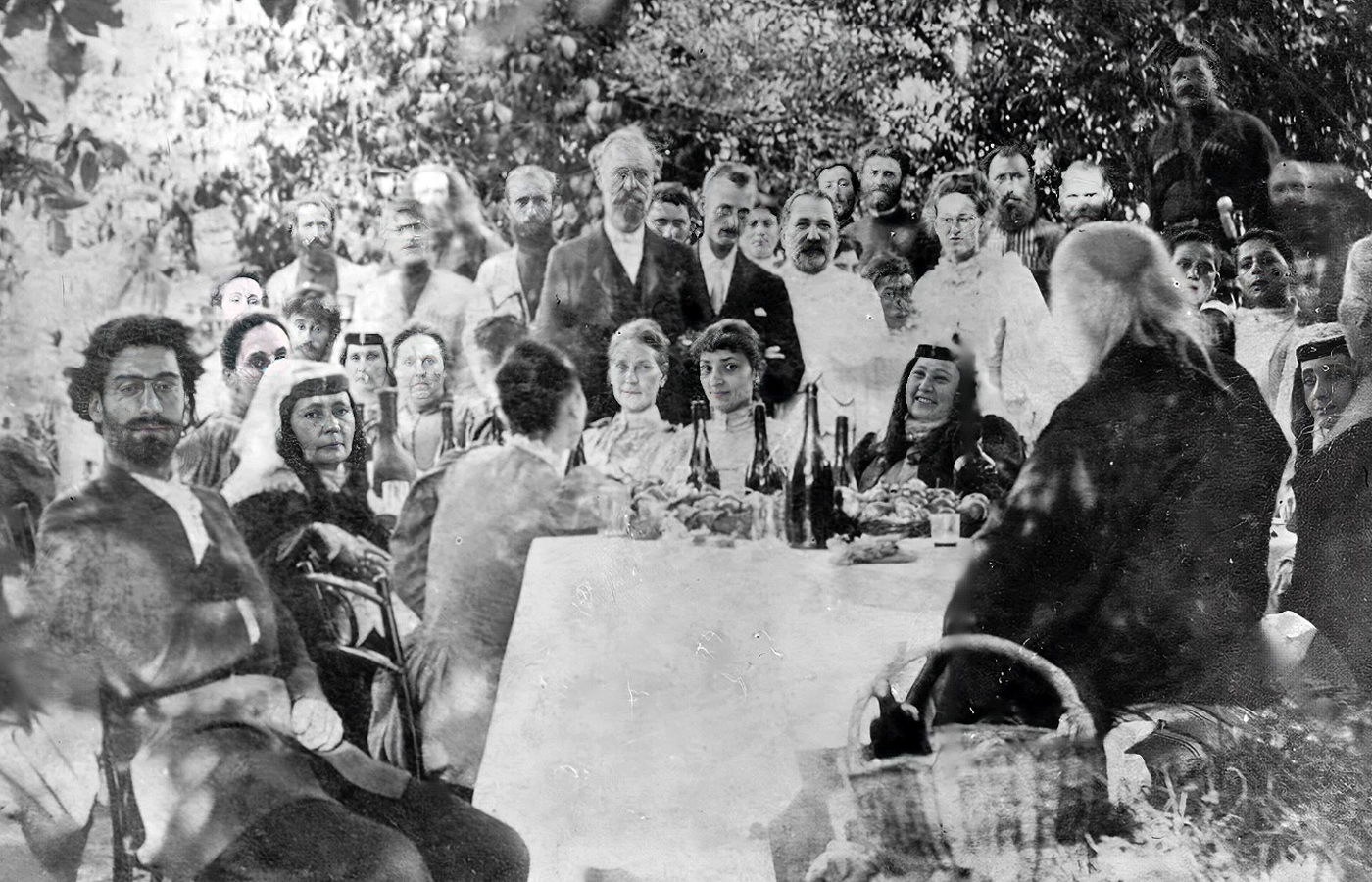
De familie Wardrop in de zomer van 1896 te gast bij Ilia Tsjavtsjavadze in zijn residentie in Sagoeramo. Marjory rechts van Tsjavtsjavadze, haar broer Thomas en hun vader links van hem in het midden.

Eind 1894 reisde Marjory Wardrop voor het eerst naar Georgië, vergezeld door haar moeder, toen broer Oliver Wardrop voor de tweede keer in de Kaukasus was. Na een reis van dertien dagen van Marseille via Griekenland kwamen ze midden december in Batoemi aan. De route symboliseerde bewust de reis van Jason en de Argonauten naar het land van Medea, het vroeg-Georgische Colchid. Vanaf Batoemi ging de reis met de trein naar Tbilisi, via Tsjakvi en de provincie Goeria, waar Marjory Wardrop kennismaakte met de Georgische thee. Op het station van Mtscheta werden de Wardrops op 4 december opgehaald door Tsjavtsjavadze, die in het nabijgelegen Sagoeramo zijn residentie had en waar de Wardrops drie weken zouden verblijven. De tweede helft van de reis ging via Koetaisi, het culturele centrum van West-Georgië. De reis werd afgesloten in Goeria.
Marjory Wardrops naam was haar al vooruitgesneld en ze werd gastvrij en met trots in het land onthaald. Een Britse jongedame die zoveel belangstelling toonde voor het land, de taal en de cultuur gold als iets unieks. Ze beschreef de reis van twee maanden door Georgië in het ongepubliceerde Notes on a trip in Georgia. In 1896 zou ze terugkeren in Georgië voor een tweede bezoek met haar ouders en broer Thomas, dat vooral op Tbilisi en Oost-Georgië gericht was. Haar reizen hielpen haar de hyperbolische metaforen in de Georgische literatuur te begrijpen als een onderdeel van de Georgische volksaard. De emotionele en expressieve diepgang van Roestaveli's regels droeg ze over in haar vertaling, wat bijdroeg aan de kracht ervan.
Ze hield aan deze twee reizen levenslange vriendschappen over, onder anderen met Ilia Tsjavtsjavadze en zijn echtgenote Olga Goeramisjvili en met de pedagoog Iakob Gogebasjvili. Ze correspondeerde uitgebreid met haar Georgische vrienden en kreeg boeken en tijdschriften toegestuurd, waardoor ze op de hoogte bleef van de ontwikkelingen in het land. Ze vertaalde Georgische artikelen naar het Engels en voorzag deze van persoonlijk commentaar en opinies.

### In Rusland en Roemenië

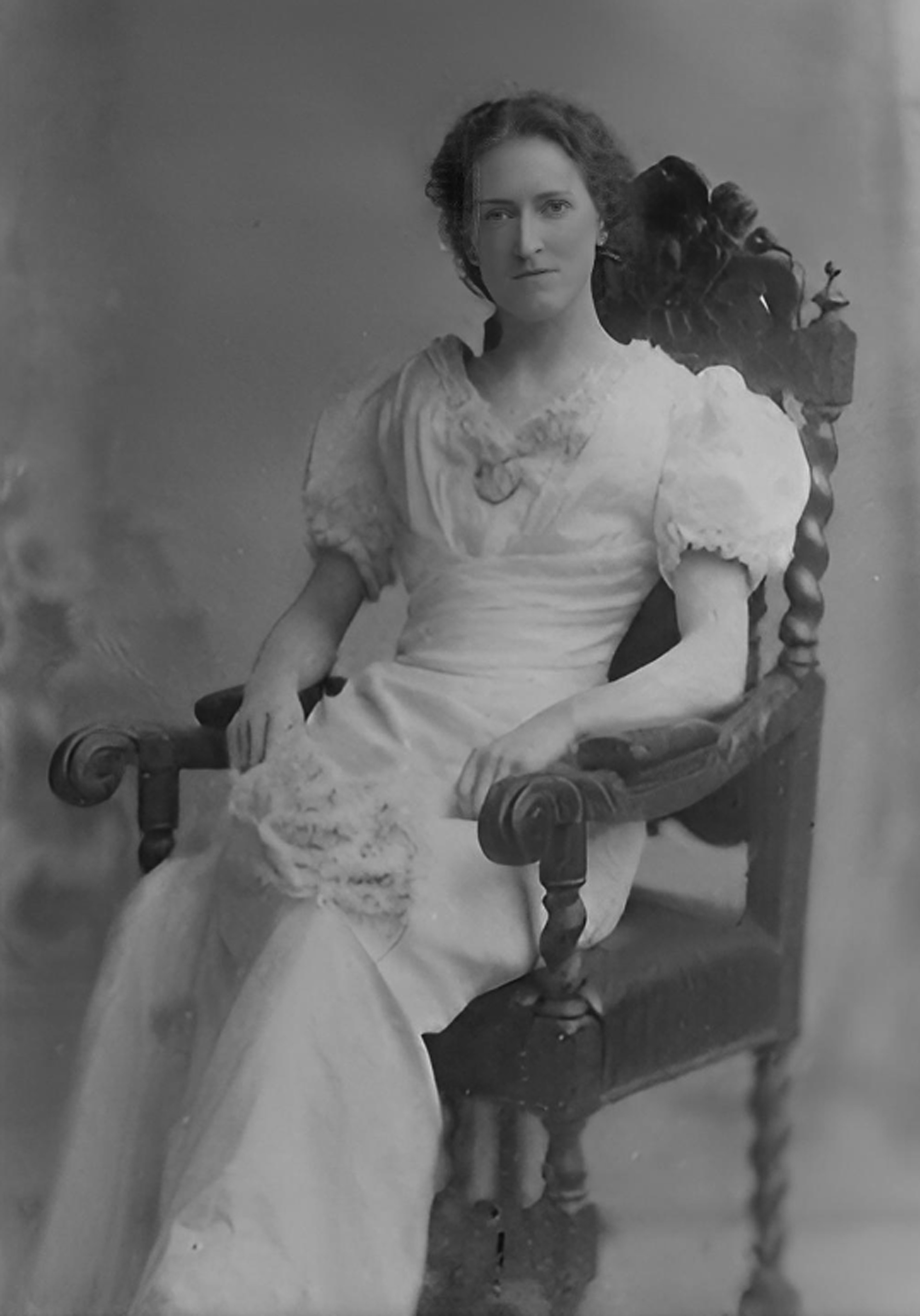
Marjory Wardrop gefotografeerd door Aleksandre Roinasjvili (1896).

Vanaf het moment dat haar broer Oliver in dienst trad bij de Britse consulaire dienst volgde Marjory Wardrop hem op al zijn posten. Vanaf 1895 woonde ze tien jaar in Rusland in de plaatsen Kertsj (1895–1902), Sebastopol (1899) op de Krim en in Sint-Petersburg (1902–1905). Daarnaast verbleef ze korte tijd in Tunis en Polen en een jaar in Haïti (1902). Wardrop bleef al die tijd werken aan het epos van Roestaveli. In 1900 publiceerde ze samen met haar broer aan de hand van Georgische middeleeuwse teksten over het leven van St. Nino (Life of St. Nino, 1900), de vrouwelijke evangelist van Georgië uit de 4e eeuw. Tijdens de revolutie van 1905 woonde Wardrop in Sint-Petersburg en vertaalde ze voor de Britse ambassade verslagen over de repressie in Georgië. De laatste drie jaar van haar leven bracht ze door in Roemenië.
Wardrop was sinds haar bezoeken aan Georgië niet alleen geïnteresseerd in de Georgische taal en cultuur, ze zette zich ook in voor de culturele vrijheid in de natie. Ze bekritiseerde tevens het handelen van het Russisch Rijk in de gebieden en culturen die de Russen waren binnengevallen en geannexeerd hadden, zoals Georgië. In 1906 richtte ze samen met haar broer Oliver het Georgisch Hulpcomité op, nadat de Russen en Kozakken uiterst gewelddadig waren opgetreden in Georgië, waarbij ook vrouwen verkracht werden. Wardrop hield in 1909 een pleidooi bij de bisschop van Gibraltar om namens de Georgische kerk te bemiddelen bij de Russische heilige synode.

### Overlijden
Marjory Wardrop stierf op 7 december 1909 op 40-jarige leeftijd aan een hartaanval in het huis van de Britse consul-generaal in Boekarest, Roemenië. Op 21 december van datzelfde jaar werd ze begraven op het kerkhof van de Sint Nikolaaskerk in Sevenoaks (Kent). Wardrop bleef tijdens haar leven ongehuwd.

## Nalatenschap

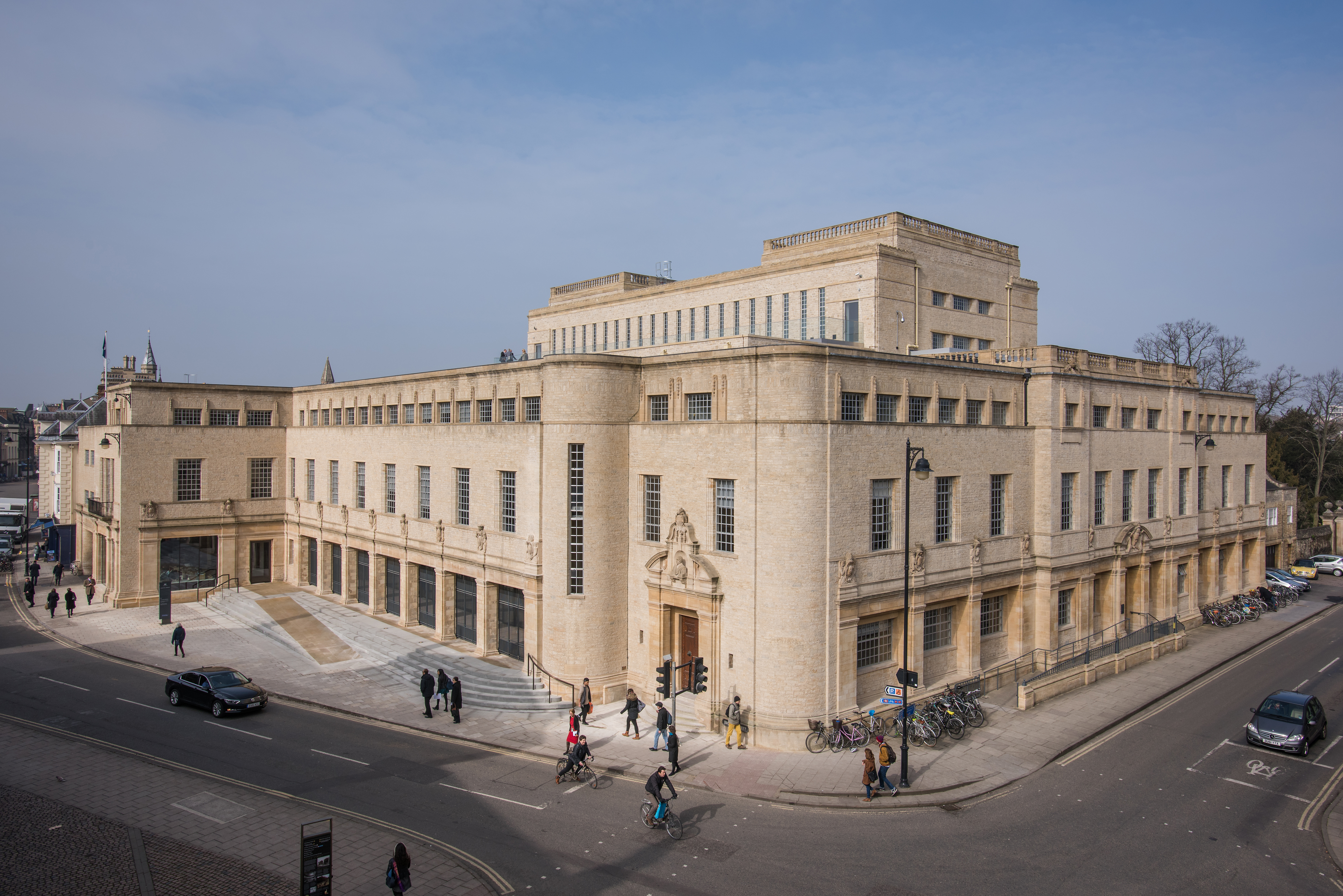
Weston-gebouw van de Bodleian Library in Oxford, waar de Wardrop-collectie is ondergebracht.

De vertalingen van Marjory Wardrop werden gemaakt in een tijd waarin Georgiërs hun culturele identiteit benadrukten in het licht van de toenemende russificatie. Haar Georgische steun en toeverlaat Ilia Tsjavtsjavadze was zelf een van de leidende figuren in deze Georgische nationale beweging. Het werk van Wardrop leidde tot een bredere waardering in het Verenigd Koninkrijk voor de Georgische literatuur, maar ook voor het land zelf. Ze stond mede hierdoor in heel Georgië in de hoogste achting, tezamen met haar broer Oliver.
Veel van Wardrops manuscripten bleven ongepubliceerd, waaronder in eerste instantie het belangrijkste werk De ridder in het pantervel, waar ze achttien jaar aan werkte. Oliver Wardrop maakte het werk zorgvuldig af en liet het in 1912 publiceren met een door hem geschreven voorwoord. De vertaling is in meerdere opzichten belangrijk: Marjory Wardrop introduceerde het gedicht voor het eerst in de Engelssprekende wereld en de tekst volgde "zeer nauwkeurig en getrouw het origineel". Het wordt dan ook gezien als een standaard voor daaropvolgende vertalingen.
Wat het werk van zowel Marjory als Oliver Wardrop belangrijk en onderscheidend maakte was dat ze uitsluitend vanuit het Georgisch werkten. Beiden kenden het Russisch goed, en veel Georgische werken waren al wel naar het Russisch vertaald, maar de Wardrops vertaalden direct uit het Georgisch. Daarnaast was Marjory Wardrop een rolmodel voor (Georgische) vrouwen toen zij campagne voerden voor politieke en maatschappelijke rechten.

### Marjory Wardrop Fund en Wardrop Collection
Ter nagedachtenis aan zijn zus richtte Oliver Wardrop in Oxford het Marjory Wardrop Fund op om Georgische taal-, literatuur- en geschiedkundige studies in het Verenigd Koninkrijk aan te moedigen en financieel te stimuleren. Daarnaast beoogt het fonds de Georgische afdeling van de Bodleian Library in Oxford te verbeteren en uit te breiden en te assisteren bij publicaties over voornoemde studies.
In lijn met de doelstellingen van het Marjory Wardropfonds doneerde Oliver Wardrop de verzameling boeken, manuscripten en andere werken van zijn zus en hemzelf aan de Bodleian Library. Dit liep door de jaren heen op tot meer dan duizend werken. Deze verzameling is bekend komen te staan onder de naam (Marjory) Wardrop Collection en vormt de kern van de collectie 'Georgische manuscripten' van de bibliotheek. Ook de vele persoonlijke aantekeningen en correspondentie van beiden bevinden zich in de verzameling. Marjory Wardrops vriendschap met Ilia Tsjavtsjavadze en hun correspondentie is zodoende een van de best gedocumenteerde Georgisch-Engelse literaire contacten.

### Brits-Georgische betrekkingen

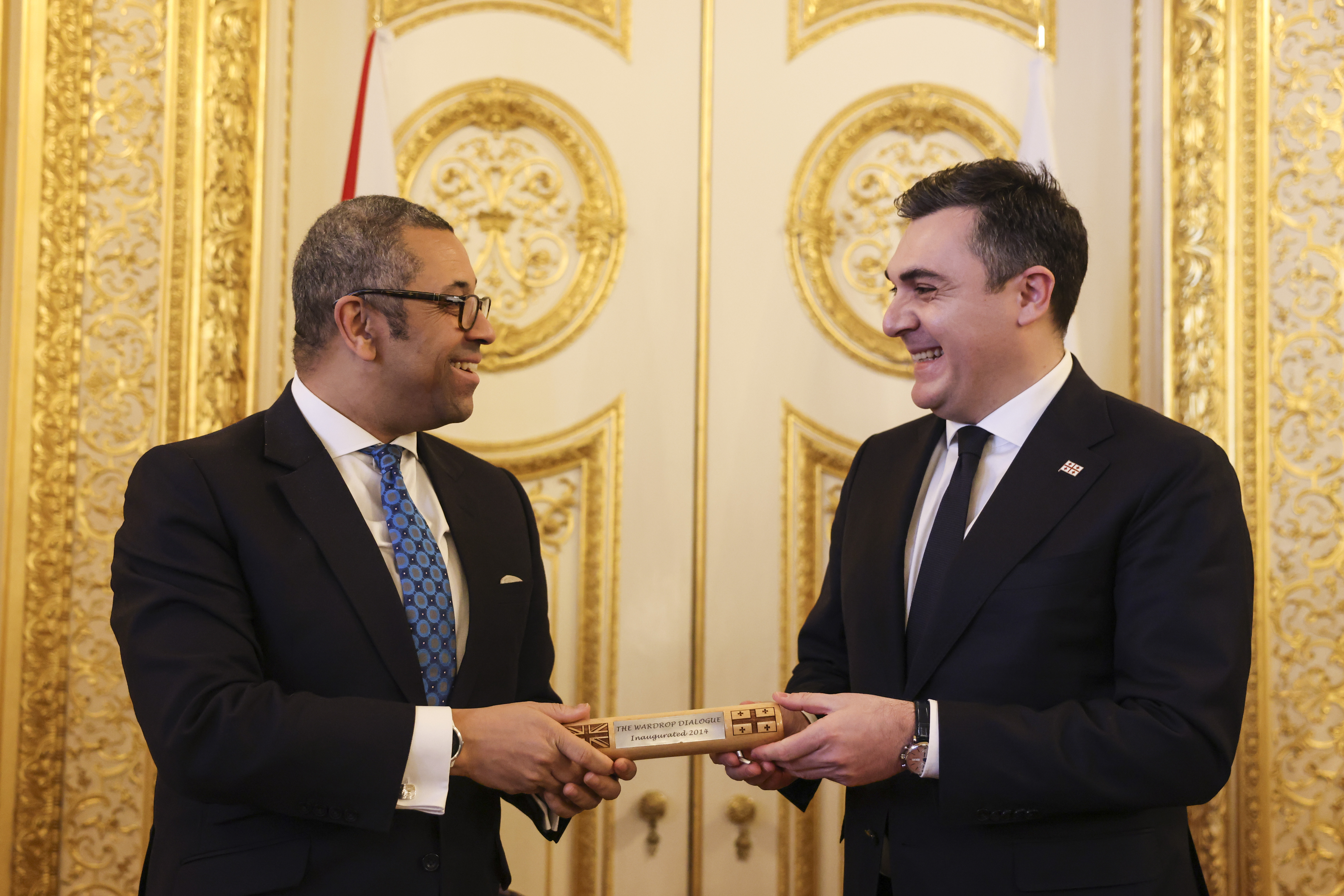
De Britse minister van Buitenlandse Zaken James Cleverly en zijn Georgische evenknie Ilia Dartsjiasjvili tijdens de Wardrop Strategic Dialogue in Londen (Lancaster House, 2023).

De bijdrage van zowel Marjory als Oliver Wardrop aan de Brits-Georgische betrekkingen wordt sinds 2014 geëerd met de Wardrop Strategic Dialogue, een jaarlijkse formele strategische dialoog tussen de regeringen van het Verenigd Koninkrijk en Georgië. De broer en zus Wardrop droegen door de popularisering van de Georgische cultuur bij aan de Brits-Georgische betrekkingen, alsmede aan de terugkeer van Georgië in de Europese omgeving en de hernieuwing van de dialoog tussen (West-)Europese landen en Georgië. Door het Russisch imperiale beleid was aan deze betrekkingen een eind gekomen. Oliver Wardrop zou in 1919 de Britse Hoge Commissaris worden van de onafhankelijke Democratische Republiek Georgië.

Zoals doorgaans het geval is met mensen die in bergachtig gebied wonen, hebben ook de Georgiërs een talent voor levendige verbeelding en houden ze enorm van poëzie. Hier is het voor ons onmogelijk om alle dichters en dichteressen te noemen die beroemd zijn geworden in Georgië, maar we hopen dat de Engelse samenleving spoedig de oude en hedendaagse literatuur van dit volk zal leren kennen, die zo goed als onbekend is bij het westerse publiek, ondanks het feit dat Georgië altijd al meer aansluiting bij het Westen dan bij het Oosten heeft gezocht. Al in de 11e en 12e eeuw volgden hun jonge prinsen hun opleiding in Griekenland en tot op de dag van vandaag proberen de Georgiërs hun opleiding in het Westen te ontvangen.
— Marjory Wardrop

## Standbeeld

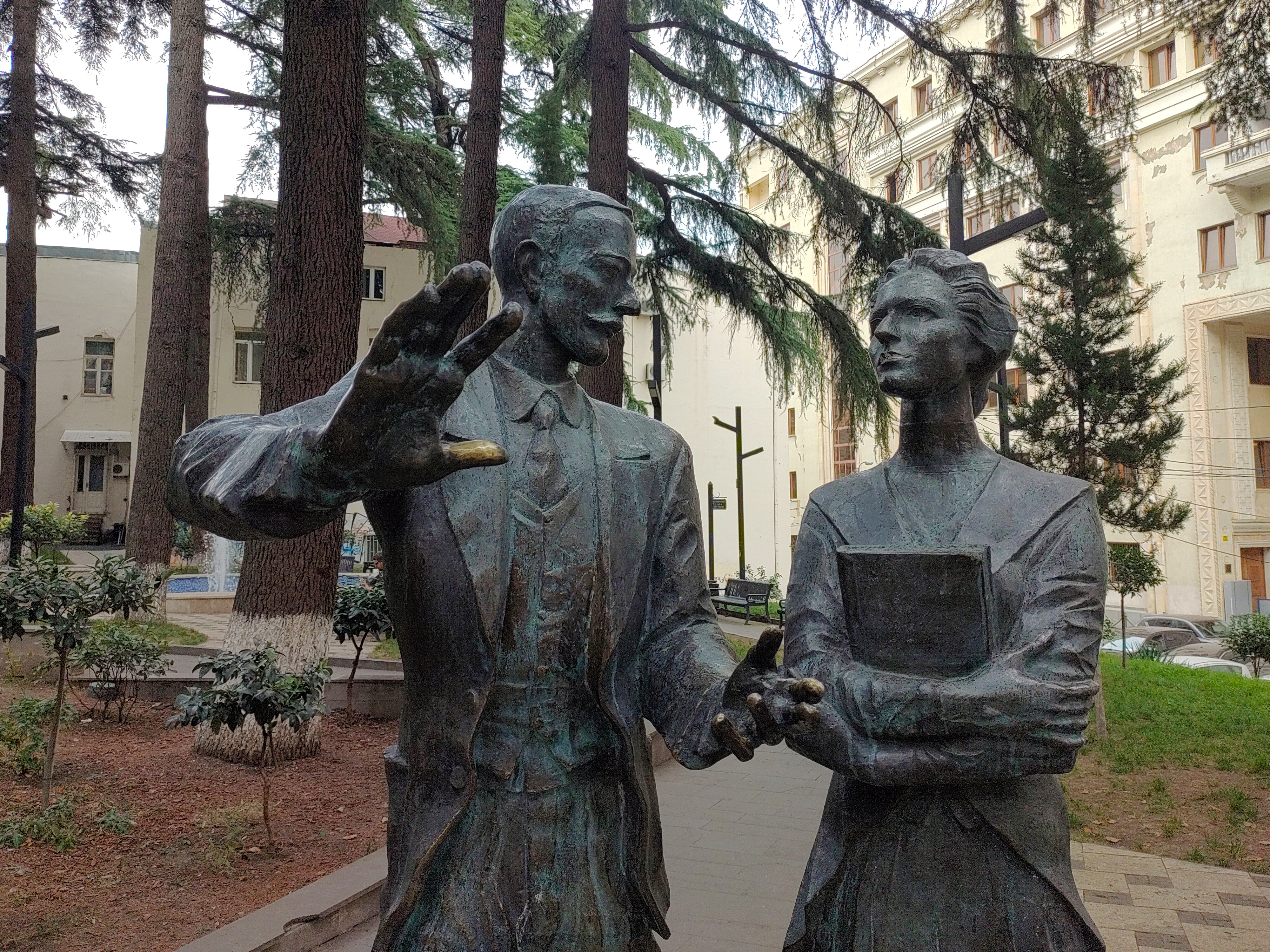
Standbeeld van Marjory en Oliver Wardrop achter het parlement in Tbilisi.

Een standbeeld van Marjory en Oliver Wardrop werd op 18 oktober 2015 onthuld tijdens het Tbilisoba-festival. Het beeld werd gemaakt door de Georgische beeldkunstenaar Dzjoember Dzjikia en staat op het Oliver Wardrop-plein achter het parlement in Tbilisi. Het monument werd ingehuldigd door de voorzitter van het parlement Davit Oesoepasjvili, de burgemeester van Tbilisi en de voorzitter van de gemeenteraad van Tbilisi in aanwezigheid van de Britse ambassadeur in Georgië.